# Ekaterinogradskaia
Ekaterinogradskaia (în rusă Екатериногра́дская) este o localitate rurală (stanița) în raionul Prohladnenski din Republica Cabardino-Balcară a Federației Ruse, situată în apropiere de confluența râurilor Malka și Terek. Populația localității este de 3.675 de locuitori, potrivit recensământului din 2010.

## Istoric
Între 1785 și 1790 Ekaterinogradskaia (pe atunci orașul Ekaterinograd) a fost sediul regiunii Caucaz, una dintre cele două părți (împreună cu regiunea Astrahan) ale Viceregatului Caucaz. În anul 1790 regiunea a fost desființată și inclusă în gubernia Astrahan.